# 毛罗·贝卢吉
毛罗·贝卢吉（義大利語：Mauro Bellugi，1950年2月7日—2021年2月20日），意大利男子足球运动员。他曾代表意大利参加1974年和1978年国际足联世界杯，及1980年欧洲足球锦标赛。